# Гран-Плас
Гран-Плас (фр. Grande-Place), Гроте-Маркт (нидерл. Grote Markt) — историческая площадь в центре Брюсселя, один из важнейших туристических объектов города. Здесь расположены две важнейшие достопримечательности — ратуша и Хлебный дом (нидерл. Broodhuis) или Дом короля (фр. Maison du Roi). Ансамбль рыночной площади Брюсселя внесён в список Всемирного наследия ЮНЕСКО.

## История
Рыночная площадь возникла в XII веке на месте высушенных болот. В XIII веке был построен Хлебный дом, который, как следует из названия, использовался для хранения хлеба. Позднее это здание стало называться Домом короля. Интересно, что в нидерландском языке до сих пор используется более старое название (хлебный дом), в то время как по-французски это здание называется «дом короля». Между 1402 и 1455 годами было возведено готическое здание ратуши, сохранившееся до сих пор.
13 августа 1695 года начался продолжавшийся несколько дней обстрел Брюсселя французской армией. В результате весь центр города был разрушен. На рыночной площади выстояла только ратуша, и, частично, Хлебный дом/Дом короля.
Однако после завершения войны площадь была быстро (всего за четыре года) отстроена богатыми гильдиями. В результате площадь приняла облик, очень близкий к нынешнему. Гильдейские дома построены в стиле барокко и стиле Людовика XIV.
В конце XIX века бельгийский король Леопольд II хотел разрушить площадь вместе со всем средневековым центром Брюсселя, считая его дряхлым и провинциальным. Мэру Брюсселя Шарлю Бюльсу удалось отстоять площадь, за что ему уже в наши дни поставили в центре города памятник.

## Цветочный ковёр
Каждые два года, начиная с 1971 года, на Гран-плас 15 августа  в течение нескольких дней создаётся огромный ковёр из цветов. Миллионы разноцветных бегоний создают рисунок 24 на 77 метров, общей площадью 1 800 м². Став популярной, эта традиция продолжается до сих пор, тем самым привлекая тысячи посетителей со всего мира.

## Изображения

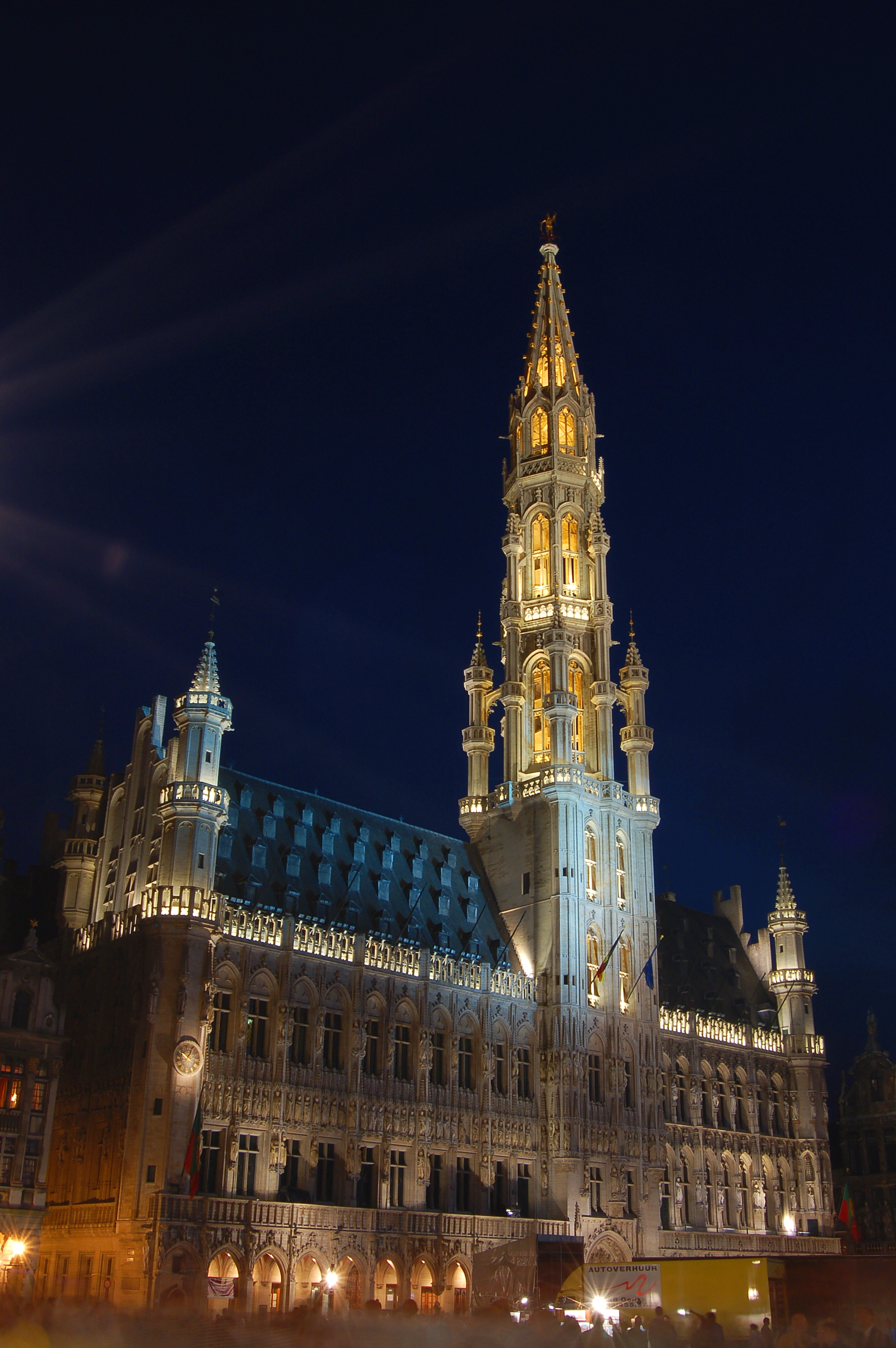
Ратуша
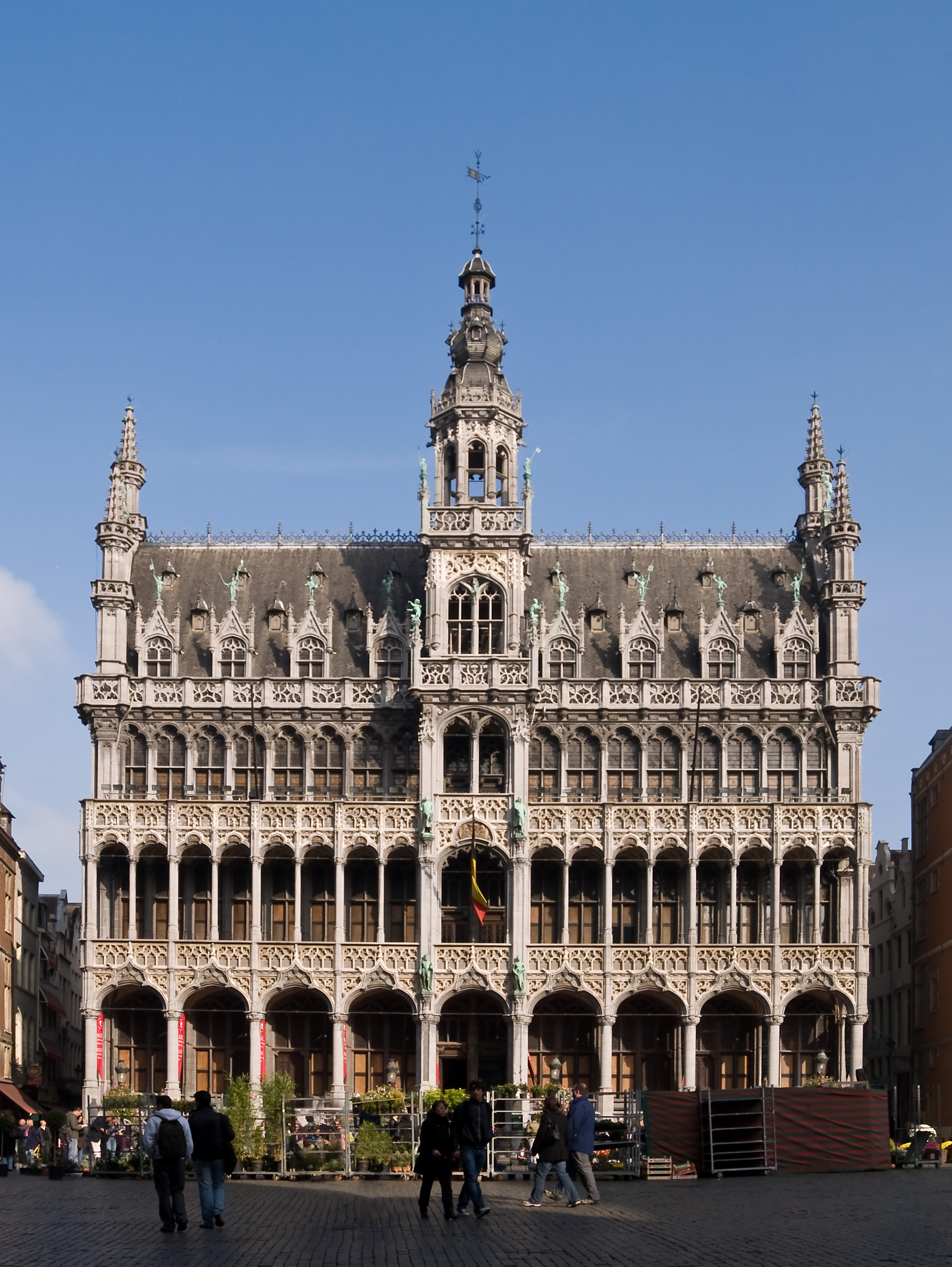
Хлебный дом/Дом короля
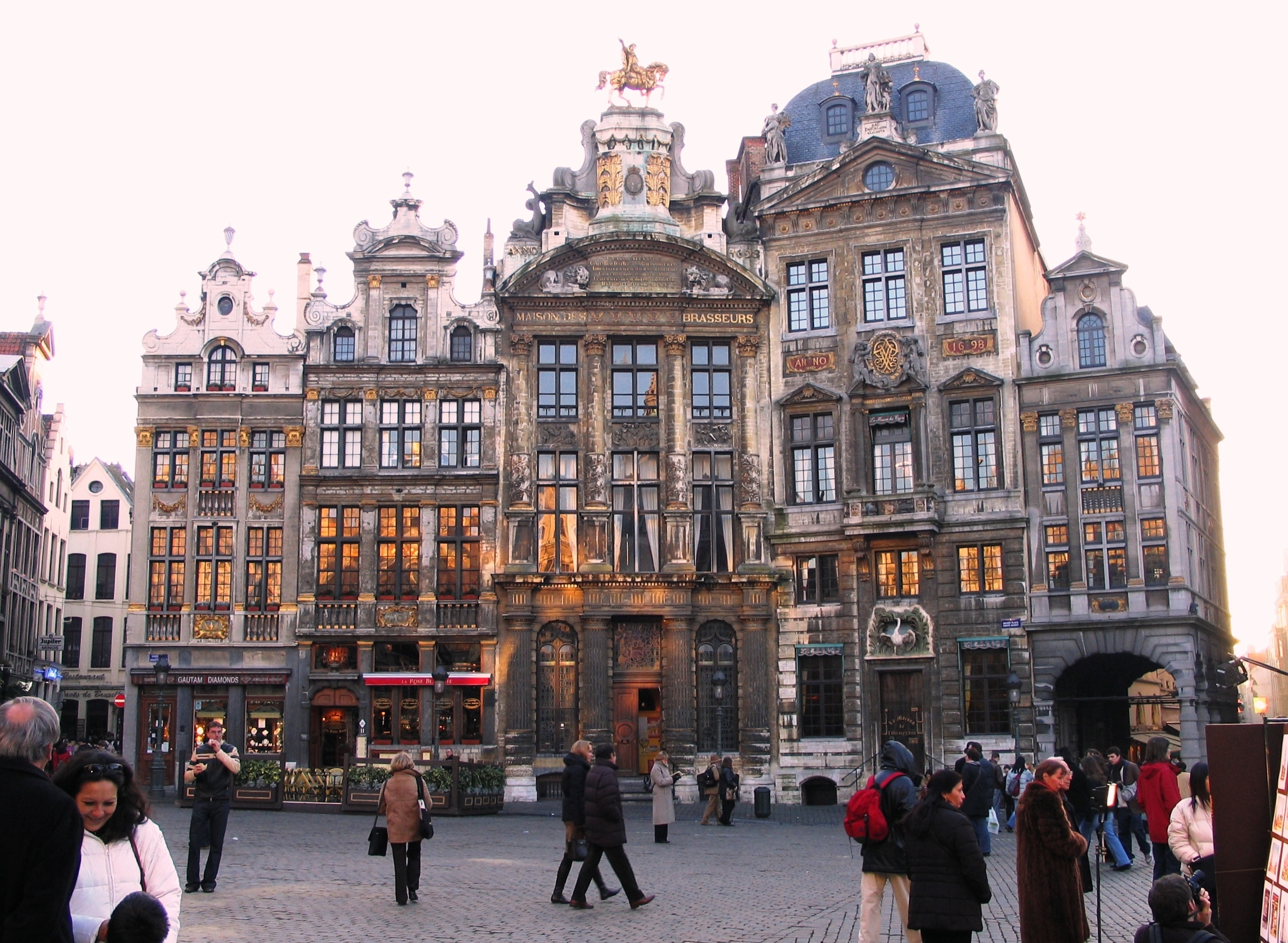
Гильдейские дома
Общий вид
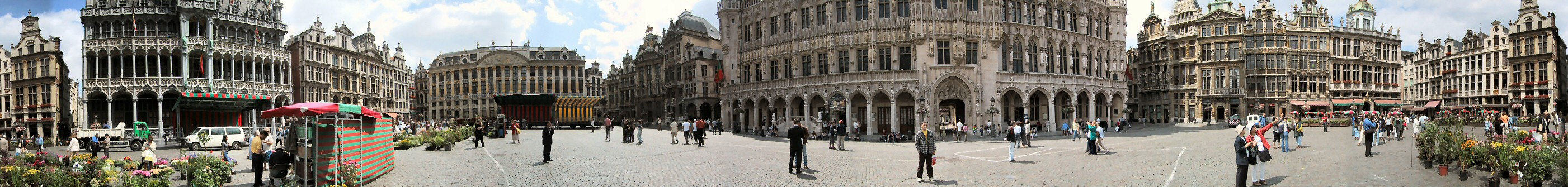
Круговая панорама Большого рынка